# Liste der Naturdenkmäler im Bezirk St. Johann im Pongau
Die Liste der Naturdenkmäler im Bezirk St. Johann im Pongau listet alle als Naturdenkmal ausgewiesenen Objekte im Bezirk St. Johann im Pongau im Bundesland Salzburg auf.

## Naturdenkmäler
| Foto |                 | Name                                                 | ID       | Standort | Beschreibung | Fläche   | Datum      |
| ---- | --------------- | ---------------------------------------------------- | -------- | --- | --- | -------- | ---------- |
| 1    | Datei hochladen | Gletschermühle beim Parkhaus in Badgastein           | NDM00195 | Bad Gastein KG: Badgastein GrStNr: 106/11; 106/14; 106/9 Standort                                                | | 491 m²   | 16.03.1984 |
| 1    | Datei hochladen | Gletscherschliffe in Bad Gastein                     | NDM00006 | Bad Gastein KG: Badgastein GrStNr: 101/2 Standort                                                                | Die Gletscherschliffe (alter Name bis 19. September 2016: Gletscherschliffe an der Böcksteinerstraße) verdanken ihre Entstehung eiszeitlichen Felsabschliffen durch den talwärts fließenden Gletscher. In Erscheinung treten sie an der Bergseite der Straße als glatte Felsflächen. In den Tauerntälern kommen solche Oberflächenformen häufig vor, sind aber zumeist von Vegetation bedeckt. | 0,2 ha   | 20.10.1931 |
| 1    | Datei hochladen | Echofelsen                                           | NDM00068 | Bad Gastein KG: Badgastein GrStNr: 101 Standort                                                                  | Der überhängende Echofelsen am Ostabhang der Pyrkerhöhe zeigt besondere akustische Phänomene. Es handelt sich um kein Echo im herkömmlichen Sinn, sondern das Klangerlebnis wird auf den Effekt einer Richtungsverlagerung von Schallwellen zurückgeführt. Bei ruhiger Umgebung kann das Rauschen der Gasteiner Ache vernommen werden.                                                         | 80 m²    | 21.03.1962 |
| 1    | Datei hochladen | Gletschermühle am Südabhang der Pyrkerhöhe           | NDM00002 | Bad Gastein KG: Badgastein GrStNr: 820/1 Standort                                                                | | 104 m²   | 12.05.1931 |
| 1    | Datei hochladen | Gletschermühle in Badgastein                         | NDM00001 | Bad Gastein KG: Badgastein GrStNr: 5/1 Standort                                                                  | Der durch eine Gletschermühle entstandene Gletschertopf hat eine ovale Form von 4,5 × 5,5 m und eine Tiefe von 5–6 m. Er ist auf drei Seiten durch Felswände begrenzt. | 154 m²   | 12.05.1931 |
| 1    | Datei hochladen | Gadaunerer Schlucht                                  | NDM00154 | Bad Hofgastein KG: Heißingfelding GrStNr: 128/13; 128/10; 128/4; 128,9 Standort                                  | → Hauptartikel : Gadaunerer Schlucht f1 | 1,62 ha  | 16.06.1978 |
| 1    | Datei hochladen | Lärche im Garten des BG Bad Hofgastein               | NDM00171 | Bad Hofgastein KG: Hofgastein GrStNr: 238 Standort                                                               | | 1,36 ha  | 06.07.1979 |
| 1    | Datei hochladen | Feldrain beim Vogelhaus in Badbruck                  | NDM00162 | Bad Gastein KG: Remsach GrStNr: 228; 229/2 Standort                                                              | | 450 m²   | 30.06.1978 |
| 0 BW | Datei hochladen | Halbinsel Sinnhubschlössl                            | NDM00058 | Bischofshofen KG: Winkl GrStNr: 5/2; 5/3 Standort                                                                | → Hauptartikel : Sinnhubschlössl f1 | 1,24 ha  | 13.03.1959 |
| 1    | Datei hochladen | Götschenberg                                         | NDM00090 | Bischofshofen KG: Bischofshofen GrStNr: 589/22; 589/23; 595/7 Standort                                           | | 6,54 ha  | 13.08.1969 |
| 0 BW | Datei hochladen | Kreuzberg nördlich von Bischofshofen                 | NDM00099 | Bischofshofen KG: Winkl GrStNr: 933/3; 996; 12/1; 12/3; 23; 25; 26; 27/1; 45; 48/1; 48/2; 49; 16/3; 18. Standort | | 8,38 ha  | 22.12.1971 |
| 1    | Datei hochladen | Gainfeldwasserfall Laideregg                         | NDM00050 | Bischofshofen KG: Bischofshofen GrStNr: 558; 576; Teile von 560/3; 575; 574/1; 577/1; 574/3; 583; 584 Standort   | Der Gainfeldwasserfall wird von Gainfeldbach gebildet. Er liegt 50 m unterhalb der Ruine Pongowe und 50 m über dem Tal. Er ist durch einen Steig und eine Brücke erschlossen. Schutzzweck ist der Schutz vor Verunstaltung durch Bauten. | 1,86 ha  | 18.11.1941 |
| 0 BW | Datei hochladen | Eiche in Außerfelden                                 | NDM00043 | Bischofshofen KG: Haidberg GrStNr: 304/1; 306/1; 383/1; Standort                                                 | Die 500–1000-jährige Eiche ist das einzige Exemplar in der Umgebung. | 51 m²    | 19.02.1936 |
| 1    | Datei hochladen | Lindengruppe beim Gasthofgut „In der Fritz“          | NDM00140 | Eben im Pongau KG: Gasthof GrStNr: 3 Standort                                                                    | | 647 m²   | 30.11.1976 |
| 0 BW | Datei hochladen | 2 Zirben beim Oberhofbauern                          | NDM00178 | Filzmoos KG: Neuberg GrStNr: 61; 72; 73; 86/1 Standort                                                           | | 314 m²   | 20.08.1980 |
| 1    | Datei hochladen | Bergahorn auf einer Weideparzelle des Judenhofbauern | NDM00005 | Goldegg im Pongau KG: Goldegg GrStNr: 218 Standort                                                               | | 51 m²    | 20.06.1931 |
| 0 BW | Datei hochladen | Sommerlinde u. Bergahorn beim Untertaxbachgut        | NDM00180 | Goldegg im Pongau KG: Goldegg GrStNr: 1223; 1217/2; 1222/4 Standort                                              | | 0,13 ha  | 22.01.1981 |
| 0 BW | Datei hochladen | Drei Buchen in Goldegg                               | NDM00004 | Goldegg im Pongau KG: Goldegg GrStNr: 999 Standort                                                               | | 150 m²   | 20.06.1931 |
| 1    | Datei hochladen | Bergahorn auf dem Kogl in Goldegg                    | NDM00246 | Goldegg im Pongau KG: Goldegg GrStNr: 400 Standort                                                               | | 25 m²    | 19.07.2001 |
| 1    | Datei hochladen | Wasserfall am Unterlauf d.Klinglhubgrabens           | NDM00061 | Großarl KG: Unterberg GrStNr: 429 Standort                                                                       | Der Wasserfall fällt rund 60 m. | 0,68 ha  | 22.06.1959 |
| 0 BW | Datei hochladen | Buchen am Eingang zum Riedingtal                     | NDM00179 | Mühlbach am Hochkönig KG: Mühlbach GrStNr: 676/42 Standort                                                       | Die zwei 145-jährigen Buchen mit kugelartigen Kronen auf der Höhe der Lettenalpshütte prägen das Landschaftsbild. 2015 steht nur mehr eine der beiden Buchen, eine fiel einem Schneebruchereignis zum Opfer. | 95 m²    | 23.10.1980 |
| 1    | Datei hochladen | Mühlbachl in Pfarrwerfen                             | NDM00135 | Pfarrwerfen KG: Dorfwerfen GrStNr: 88; 19/1; 62/1; 82/2; 64/1; 44 Standort                                       | Das Mühlbachl hat seinen Ursprung auf einer Wiese unterhalb des Perwein-Gutes. Es hat ein außerordentlich großes Gefälle und wurde bereits im Mittelalter zum Antrieb von 8 Mühlen verwendet, von denen noch 6 erhalten sind. Erheblicher kultureller Wert, prägt das Landschaftsbild. | 0,18 ha  | 26.05.1976 |
| 0 BW | Datei hochladen | Zeder beim Feuerseng-Gut                             | NDM00160 | Pfarrwerfen KG: Grub GrStNr: 1281/1 Standort                                                                     | Die 137-jährige Zeder ist in dieser Gegend einzigartig und prägt das Landschaftsbild. Mitgeschützt ist die umgebende Grundfläche mit einem Radius von 15 m ab Stamm. | 707 m²   | 26.06.1978 |
| 1    | Datei hochladen | Lärchen in der Schießstätte                          | NDM00116 | Radstadt KG: Radstadt GrStNr: 56/1 Standort                                                                      | | 0,16 ha  | 12.07.1973 |
| 0 BW | Datei hochladen | Zirbe im Sportzentrum in Radstadt                    | NDM00117 | Radstadt KG: Radstadt GrStNr: 302/1 Standort                                                                     | | 707 m²   | 12.12.1973 |
| 1    | Datei hochladen | Loreto-Lärchen                                       | NDM00121 | Radstadt KG: Radstadt GrStNr: 262/1 Standort                                                                     | Bei den Loreto-Lärchen handelt es sich um 17 Lärchen, 1 Fichte und 2 Bergahorne ungleichen Alters am Hangfuß des Schwemmberges südlich der Filialkirche Maria Loreto, ein Teil wurde wahrscheinlich von Graf Ziurletti (gestorben 1715) gepflanzt. Mitgeschützt ist die umgebende Grundfläche von 10 m Radius je Stamm.                                                                        | 0,15 ha  | 27.12.1973 |
| 1    | Datei hochladen | Linden mit Stadtteich                                | NDM00147 | Radstadt KG: Radstadt GrStNr: 40; 44/1 Standort                                                                  | Zwei 1875 gepflanzte Linden stehen beim Torwirt, 18 und 20–22 m hoch, ihr Brusthöhenumfang betrug zum Erfassungszeitpunkt 3,45 bis 3,50 m. Der Stadtteich hat erheblichen kulturellen und historischen Wert. | 0,3 ha   | 30.08.1977 |
| 1    | Datei hochladen | Wildes Frauenloch                                    | NDM00003 | Radstadt KG: Löbenau Standort                                                                                    | Das Wilde Frauenloch ist eine Verwerfungskluft im sogenannten Wegerpalfen, rund 100 m oberhalb der Wegerpalfenhütte. Im Kalkfelsen findet sich ein stollenartiger Gang mit abschließendem Schacht. | 3,41 ha  | 19.06.1931 |
| 0 BW | Datei hochladen | Weiher mit Insel Schloss Schernberg                  | NDM00010 | Schwarzach im Pongau KG: Schwarzach I GrStNr: 1747 Standort                                                      | Der Weiher samt der Insel mit der Zitterpappel liegt südlich von Schloss Schernberg. | 707 m²   | 12.04.1932 |
| 1    | Datei hochladen | Liechtensteinklamm                                   | NDM00051 | St. Johann im Pongau KG: Plankenau Standort                                                                      | → Hauptartikel : Liechtensteinklamm f1 | 25,03 ha | 22.09.1942 |
| 1    | Datei hochladen | Eichengruppe beim Wimmgut in St. Veit i. Pg.         | NDM00255 | Sankt Veit im Pongau KG: Schwarzach II GrStNr: 901; 903 Standort                                                 | Die nördlich von St. Veit auf einer Kuppe stockende „Baumgruppe beim Bruckmüller“ besteht aus 12 ein- und mehrstämmigen Stieleichen mit einem Alter zwischen 100 und 200 Jahren. | 1,24 ha  | 04.05.2011 |
| 0 BW | Datei hochladen | Ahorn auf der Postwiese in Untertauern               | NDM00007 | Untertauern KG: Untertauern GrStNr: 375/1 Standort                                                               | | 51 m²    | 29.10.1931 |
| 1    | Datei hochladen | Johannes Wasserfall                                  | NDM00008 | Untertauern KG: Untertauern GrStNr: 578/2; 492; 493/1; 547/8 Standort                                            | Die in das Urgestein eingeschnittene Klamm des Johannes Wasserfalls fällt über eine rund 130 m hohe Felsstufe. Mitgeschützt ist das Bett der Taurach 100 m bachaufwärts und bachabwärts und beidseitig ein 30 m breiter Uferstreifen. | 1,2 ha   | 19.12.1931 |
| 1    | Datei hochladen | Bergahorn in Lampersbach                             | NDM00146 | Werfenweng KG: Werfenweng GrStNr: 1091; 1340 Standort                                                            | | 707 m²   | 30.08.1977 |

| Foto:                    | Fotografie des Naturdenkmals. Klicken des Fotos erzeugt eine vergrößerte Ansicht. Daneben finden sich zwei Symbole: \| Weitere Bilder vorhanden \| Das Symbol bedeutet, dass weitere Fotos des Objekts verfügbar sind. Durch Klicken des Symbols werden sie angezeigt. \| \| Eigenes Foto hochladen \| Durch Klicken des Symbols können weitere Fotos des Objekts in das Medienarchiv Wikimedia Commons hochgeladen werden. \| |
| Name:                    | Bezeichnung des Naturdenkmals laut offiziellen Quellen |
| ID                       | Identifikator |
| Standort:                | Es ist die Gemeinde und falls vorhanden die Adresse angegeben. Darunter sind die Katastralgemeinde (KG) und die Grundstücksnummer angeführt. Durch Aufruf des Links Standort wird die Lage des Denkmals in verschiedenen Kartenprojekten angezeigt. |
| Beschreibung             | Kurze Beschreibung des Naturdenkmals |
| Fläche                   | Fläche des Naturdenkmals in Hektar (ha) |
| Datum                    | Datum oder Jahr der Unterschutzstellung |
| Weitere Bilder vorhanden | Das Symbol bedeutet, dass weitere Fotos des Objekts verfügbar sind. Durch Klicken des Symbols werden sie angezeigt. |
| Eigenes Foto hochladen   | Durch Klicken des Symbols können weitere Fotos des Objekts in das Medienarchiv Wikimedia Commons hochgeladen werden. |